# Арчі Мейо
Арчі Мейо (англ. Archie Mayo), уроджений Арчибальд Л. Мейо (англ. Archibald L. Mayo), (*29 січня 1891 —†4 грудня 1968) — американський кінорежисер, сценарист та продюсер. Набув популярності у 30х—40х роках XX століття. Відомий прискіпливим ставленням до акторів.

## Біографія
Арчибальд Мейо народився 29 січня 1891 року у Нью-Йорку. Навчався у Колумбійському університеті, який залишив, щоб почати театральну кар'єру. 1915 Арчі з'явився в Голлівуді. Його першою роботою було написання жартів, а згодом режисерування комедій. На початку 20-х він кілька разів ставав сценаристом своїх короткометражних комедій. Інколи писав сценарії для Джека Вайта і Ллойда Бекона.
Із появою звукового кіно Арчі Мейо влаштувався на роботу до студії Warner Brothers.
Всього протягом своєї кар'єри він став режисером 84 стрічок. Залишив кінематограф 1946 року.
1958 відбулось його короткочасне повернення, коли Мейо спродюсерував картину «Звір у Будапешті».
Арчибальд Мейо помер у Мексиці 4 грудня 1968 року.

## Особисте життя
Арчі Мейо був одружений із Люсіль Вулф. Шлюб тривав до її смерті 24 лютого 1945.

## Режисер

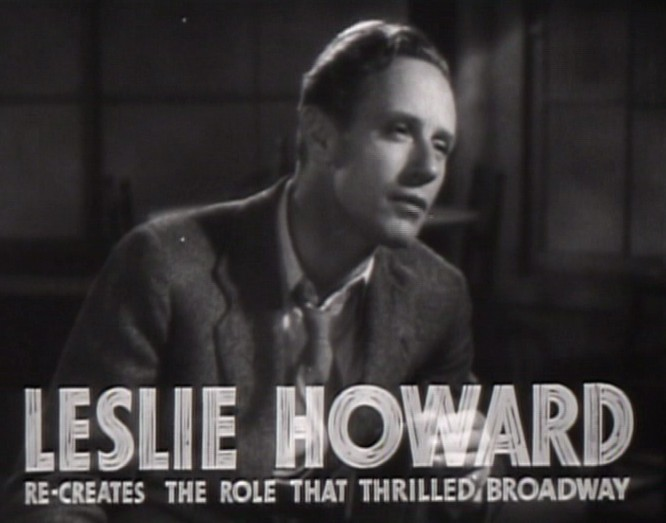
Леслі Говард у трейлері до фільму Арчі Мейо «Скам'янілий ліс»

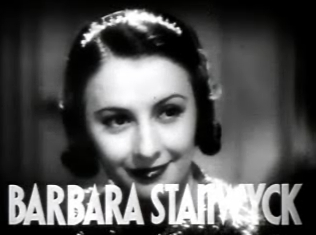
Барбара Стенвік у трейлері до фільму Арчі Мейо «Gambling Lady»

- 1928 — Малинове місто
- 1928 — Стережись одружених чоловіків
- 1932 — Двоє проти усього світу
- 1932 — Ніч за ніччю
- 1933 — Життя Джиммі Долана
- 1933 — Місто згоди
- 1934 — Людина із двома обличчями
- 1934 — Бажаний
- 1936 — Скам'янілий ліс
- 1937 — Чорний легіонБарбара Стенвік у трейлері до фільму Арчі Мейо «Gambling Lady»
- 1937 — Кохання, яке я шукав
- 1938 — Пригоди Марко Поло
- 1939 — Вони потребують музики
- 1940 — Дом на березі затоки
- 1940 — Чотири сини
- 1941 — Тітка Чарлі
- 1942 — Повний місяць
- 1943 — Небезпечне занурення
- 1946 — Ніч у Касабланці
- 1946 — Янгол на моєму плечі

## Цікаві факти
- Саме з фільму Арчі Мейо «Скам'янілий ліс» почалося зіркове сходження Гамфрі Богарта.[2]